# Bộ Quắn hoa
Proteales là một danh pháp thực vật của một bộ thực vật có hoa. Bộ này được gần như tất cả các nhà phân loại học công nhận. Tên gọi trong tiếng Việt của nó là Bộ Quắn hoa. Tên gọi quắn hoa chỉ mới xuất hiện trong thời gian không lâu do các loài quắn hoa mới được du nhập vào Việt Nam trong thời gian gần đây. 

## Các họ
Hệ thống APG II năm 2003 công nhận bộ này và đặt nó trong nhánh eudicot = Thực vật hai lá mầm thật sự, với giới hạn định nghĩa như sau:
- Bộ Proteales

- Họ Sen (Nelumbonaceae)
- Họ Quắn hoa (Proteaceae)
- Họ Chò nước (Platanaceae), có thể được tách ra tùy ý từ họ Quắn hoa.

Hệ thống APG IV năm 2016 đã thêm họ Sabiaceae vào bộ này. 
Các thành viên được biết đến nhiều nhất của bộ Proteales là các loài quắn hoa protea (chi Protea) ở Nam Phi, quắn hoa banksia (chi Banksia) và mắc ca (chi Macadamia) ở Úc, tiêu huyền (Platanus orientalis), các loài chò nước (Platanus spp.) và các loài sen trắng hay sen hồng. Nguồn gốc của các loài trong bộ này là rất cổ, với chứng cứ về sự đa dạng hóa vào giữa kỷ Phấn Trắng, khoảng trên 100 triệu năm trước. Một điều đáng chú ý là sự phân bổ của các họ hiện nay, với họ Proteaceae (quắn hoa) chủ yếu ở Nam bán cầu trong khi các họ Platanaceae (chò nước, tiêu huyền) và Nelumbonaceae (sen) ở Bắc bán cầu.

## Các hệ thống phân loại khác

### Cronquist
Hệ thống Cronquist năm 1981 công nhận bộ này và đặt nó trong phân lớp Rosidae thuộc lớp Magnoliopsida [=thực vật hai lá mầm]. Nó sử dụng định nghĩa sau:
- Bộ Proteales

- Họ Elaeagnaceae (nhót)
- Họ Proteaceae

### Dahlgren & Thorne
Hệ thống Dahlgren và hệ thống Thorne (1992) công nhận bộ này và đặt nó trong siêu bộ Proteanae thuộc phân lớp Magnoliidae [=thực vật hai lá mầm]. Các hệ thống này dùng định nghĩa sau:
- Bộ Proteales

- Họ Proteaceae

### Engler
Hệ thống Engler, trong phiên bản cập nhật năm 1964, cũng công nhận bộ này và đặt nó trong phân lớp Archychlamydeae của lớp Dicotyledoneae. Nó dùng định nghĩa sau:
- Bộ Proteales

- Họ Proteaceae

### Wettstein
Hệ thống Wettstein, sửa đổi lần cuối năm 1935, cũng công nhận bộ này và đặt nó trong nhóm Monochlamideae thuộc phân lớp Choripetalae của lớp Dicotyledones. Nó sử dụng định nghĩa sau:
- Bộ Proteales

- Họ Proteaceae